# Sulz (Salzwasser)
Sulz (althochdeutsch sulza oder sulze) war im Mittelalter ein gebräuchlicher Begriff für Salzwasser, Salzbrühe und Sole. Sehr häufig wurde das Wort Sulz verwendet zur Bezeichnung stark mineralhaltiger Gewässer (wie natürliche und frei zu Tage tretende Mineral- oder Salzquellen), stark salzhaltige stehende Gewässer (wie kleine Salzseen) und salzhaltige oder stark mineralisierte Fließgewässer (wie Bäche und Flüsse).
Dadurch ging das Wort Sulz in viele Ortsnamen direkt oder als Namensteil ein; bei Örtlichkeiten, die sich an solchen Gewässern befanden, beziehungsweise in den Gewässernamen selbst (wie etwa in Sulz oder Sulzbach).
Diese Namensgebung ist überwiegend im oberdeutschen Sprachraum anzutreffen.
Die Sulz wird auch bei der Herstellung von Käse, insbesondere von Appenzeller, verwendet.